# هرمان بوهم
هرمان بوهم (بالألمانية: Hermann Boehm)‏ هو قاضي ألماني، ولد في 1884 في فورت في ألمانيا، وتوفي في 1962 في غيسن في ألمانيا.